# Pohranice
Pohranice,  ungarisch Pográny (bis 1948 slowakisch „Pogranice“; deutsch Pogranitz) ist eine Gemeinde im Westen der Slowakei mit 1103 Einwohnern (Stand 31. Dezember 2024), die zum Okres Nitra, einem Teil des Nitriansky kraj gehört.

## Geographie
Die Gemeinde befindet sich im Nordostteil des Hügellands Žitavská pahorkatina, einem Teil des größeren Donauhügellands, fast am Übergang in das Gebirge Tribeč. Durch Pohranice fließt in südlicher Richtung der Bach Kadaň. Große Teile der knapp 12,1 km² großen Fläche werden von Lössböden bedeckt und haben somit einen landwirtschaftlichen Charakter. Das Ortszentrum liegt auf einer Höhe von 189 m n.m. und ist acht Kilometer östlich von Nitra entfernt.

## Geschichte

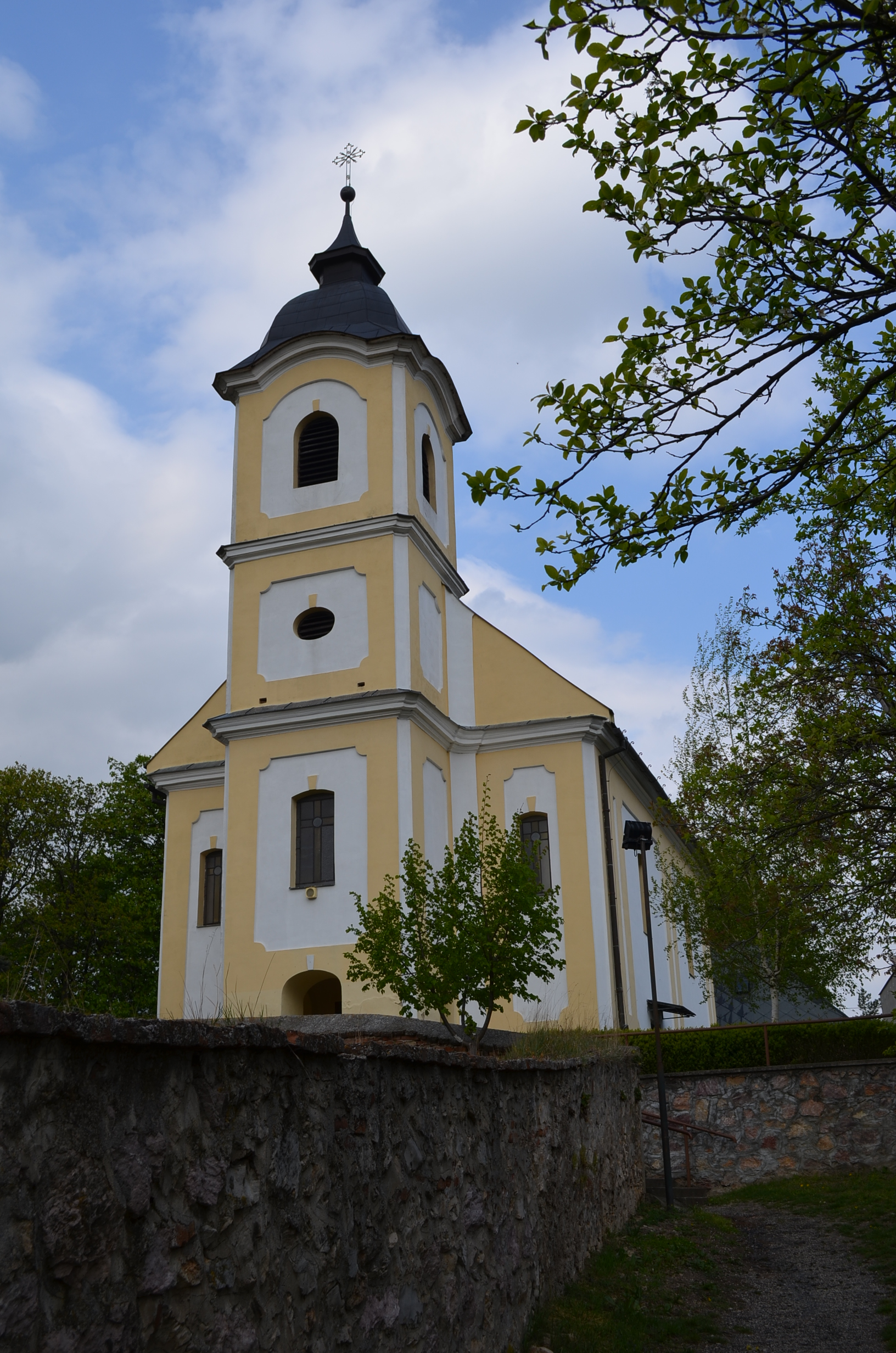
Kirche in Pohranice

Der Ort wurde zum ersten Mal 1075 als Pagran schriftlich erwähnt, als er zum neu gegründeten Kloster Hronský Beňadik kam. Damals wurden 15 Bauernhöfe, Weingärten sowie sechs Joch Ackerflächen verzeichnet. 1113 wechselte der Besitz zum Zoborer Kloster, 1218 zum Erzbistum Gran sowie zum Bistum Neutra, Graner und Neutraer Kapitel und Geschlecht Forgách. 1479 sind zwei Orte namens Nagpogran und Kyspogran erwähnt.
Das geteilte Dorf litt während der Türkenkriege im 16. und 17. Jahrhundert und wurde 1576 niedergebrannt. Erst nach dem Ende der Kuruzzen-Aufstände im frühen 18. Jahrhundert konnte sich der Ort wieder erholen. 1787 sind 120 Häuser und 920 Einwohner verzeichnet. 1808 wurde ein Ort namens Eger eingemeindet.
Bis 1918 gehörte das Dorf im Komitat Neutra zum Königreich Ungarn und kam danach zur Tschechoslowakei und dann zur Slowakei. Von 1976 bis 1990 war der Nachbarort Hosťová ein Teil der Gemeinde.

## Bevölkerung
| Jahr                | 1994 | 2004    | 2014    | 2024    |
| ------------------- | ---- | ------- | ------- | ------- |
| Anzahl der Personen | 1083 | 1069    | 1077    | 1103    |
| Unterschied         |      | −1,29 % | +0,74 % | +2,41 % |

| Jahr                | 2023 | 2024    |
| ------------------- | ---- | ------- |
| Anzahl der Personen | 1094 | 1103    |
| Unterschied         |      | +0,82 % |

Ergebnisse nach der Volkszählung 2001 (1065 Einwohner):
| Nach Ethnie: - 59,34 % Magyaren - 40,19 % Slowaken | Nach Konfession: - 97,46 % römisch-katholisch - 1,60 % keine Angabe - 0,47 % konfessionslos |

## Sehenswürdigkeiten
- römisch-katholische Allerheiligenkirche, ursprünglich im frühromanischen Stil ausgeführt, 1723 umgebaut
- historische Ausstellung in einem Haus in regionaltypischem Baustil
- barock-klassizistischer Landsitz aus dem 18. Jahrhundert, heute Sitz einer Firma